# Le Petit Robert

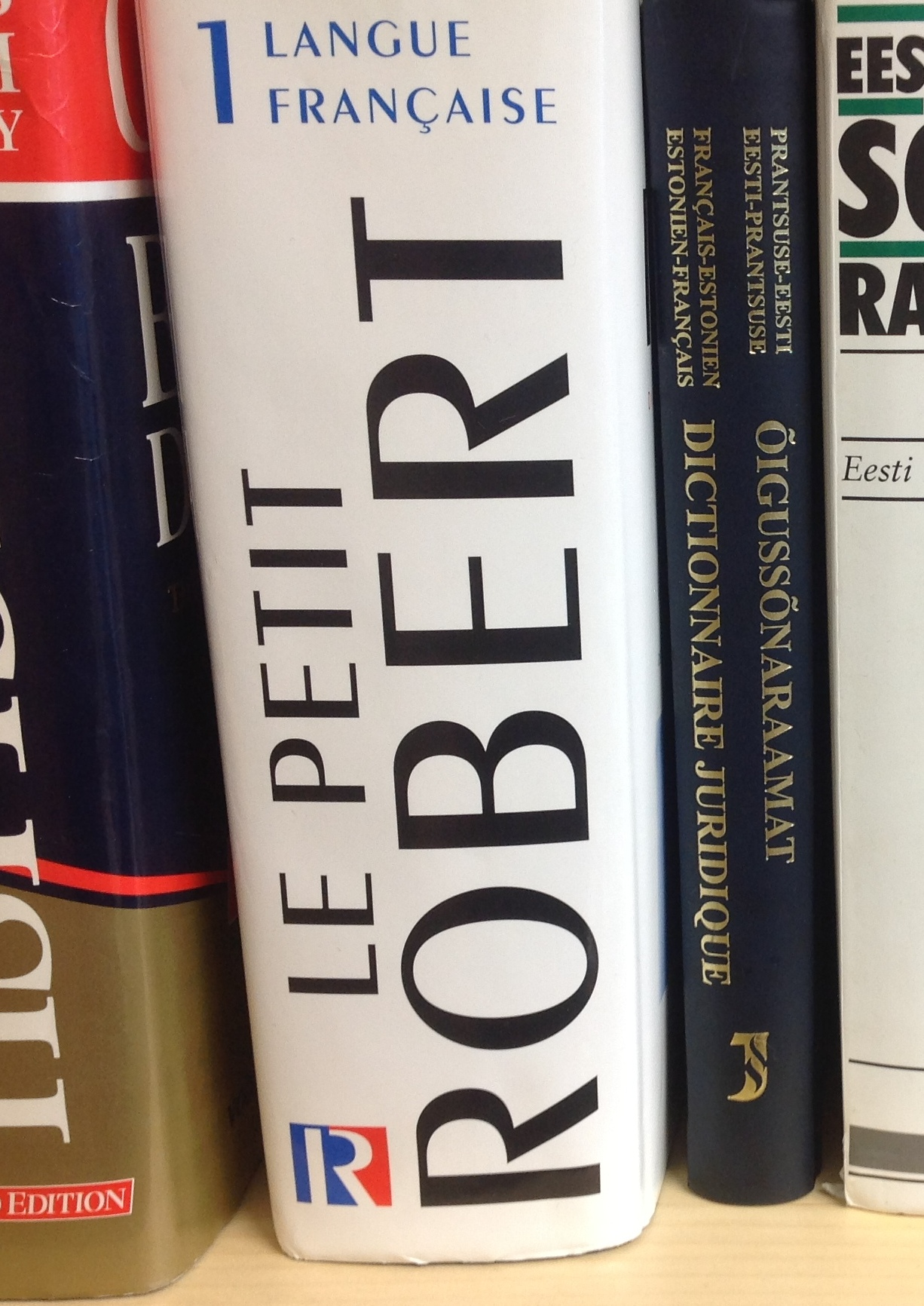
Le Petit Robert.

Le Petit Robert è un popolare dizionario monovolume della lingua francese, pubblicato dalla casa Dictionnaires Le Robert.
Questo vocabolario, oltre a indicare la definizione delle parole e a chiarire i diversi significati attraverso citazioni di autori, contiene gli antonimi, i sinonimi, le etimologie e la datazione. L'aspetto grafico è austero, in quanto è del tutto privo di illustrazioni.

## Storia
La prima edizione uscì nel 1967. Si trattava di una versione ridotta in un solo volume del Dictionnaire alphabétique et analogique de la langue française di Paul Robert, che di volumi ne contava sei.
La seconda edizione dello Petit Robert venne pubblicata nel 1977, la terza nel 1993.
L'attuale edizione, chiamata Le nouveau Petit Robert, conta 60.000 parole con 300.000 significati e 34.000 citazioni.
Le Petit Robert è disponibile anche in formato elettronico dal 1996, e in rete dal 2009.
Accanto allo Petit Robert viene pubblicato l'analogo dizionario dei nomi propri, le Robert encyclopédique des noms propres, chiamato anche le Petit Robert 2.